# كازويا تسوتسوى
كازويا تسوتسوى (باليابانية: 筒井和也؛ بالكانا: つつい かずや) هو لاعب كرة قاعدة ياباني، ولد في 5 أكتوبر 1981 في إيو في اليابان.

## وصلات خارجية
- كازويا تسوتسوى على موقع الدوري الياباني لكرة القاعدة (الإنجليزية)
- كازويا تسوتسوى على موقعبيزبول رفرنس.كوم (الدوري الثانوي) (الإنجليزية)